# US 알레산드리아 칼초 1912

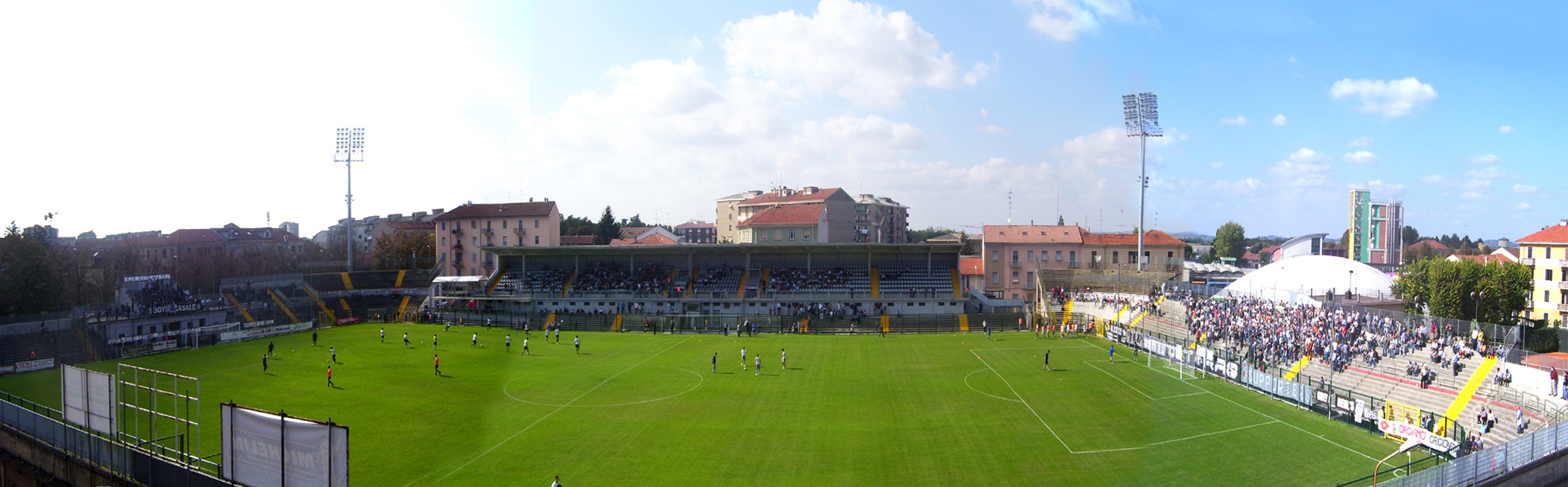

우니오네 스포르티바 알레산드리아 칼초 1912(이탈리아어: Unione Sportiva Alessandria Calcio 1912)는 이탈리아 피에몬테주 알레산드리아를 연고로 하는 축구 클럽이다. 이 팀은 1912년에 창단됐으며, 현재 에첼렌차에 속해 있다.

## 선수 명단

### 현역
참고: FIFA 자격 규정에 따라 소속된 국가대표팀 국기를 표시합니다. 선수는 복수의 FIFA 비회원국 국적을 가지고 있을 수 있습니다.
| 번호 | 포지션 | 국적 | 이름                 |
| ---- | ------ | ---- | -------------------- |
| 16   | DF     |      | 테오 파비오 파리넬로 |
| 20   | MF     |      | 니콜라스 페미아      |
| 24   | MF     |      | 알레산드로 마스탈리  |

| 번호 | 포지션 | 국적 | 이름 |
| ---- | ------ | ---- | ---- |

## 역대 감독
| 감독                | 임기        |
| ------------------- | ----------- |
| 라이문도 오르시     | 1937        |
| 아돌포 발론치에리   | 1941 ~ 1945 |
| 크리스티안 스텔리니 | 2017        |

틀:에첼렌차